# Hemisiriella parva
Hemisiriella parva är en kräftdjursart som beskrevs av Hansen 1910. Hemisiriella parva ingår i släktet Hemisiriella och familjen Mysidae. Inga underarter finns listade i Catalogue of Life.